# Carte d’identité israélienne
La carte d’identité israélienne (en hébreu : תעודת זהות, t’udát zehút ; en arabe : بطاقة هوية, biṭāqat huwiyyah) est le nom du document d'identité national en Israël, selon la loi de 1982. Elle est aussi délivrée aux Palestiniens.
Cette même loi spécifie que tout résident de 16 ans ou plus, israélien ou non, doit avoir sur lui sa carte d'identité et la présenter à un agent des forces de l'ordre qui la lui demanderait. — חוק החזקת תעודת זהות והצגתה (« Loi sur le port et la présentation de la carte d'identité de 1982 »), Wikisource en hébreu.

## Réglementation et usage
Le non-port d'une carte d'identité constitue une infraction punie d'amende. Cependant, la loi prévoit expressément l'abandon des charges lorsque le contrevenant se présente de lui-même aux autorités dans les cinq jours suivant l'infraction pour s'identifier correctement. De plus, en décembre 2011, un tribunal d'instance de la région de Krayot a acquitté un citoyen israélien de Nahariya qui avait refusé de présenter sa carte d'identité malgré la demande d'un policier. Le juge a considéré que l'interprétation de la loi devait être faite selon la loi fondamentale de 1992 relative à la dignité humaine et aux libertés : de tels refus seraient légitimes sauf si l'agent  a des raisons de penser que la personne a commis une infraction.
Par ailleurs, la carte d'identité est nécessaire pour exercer certains droits civiques. Jusqu'en 2005, c'était le seul document valide pour pouvoir voter à une élection législative. Depuis lors, une loi permet aussi l'utilisation d'un permis de conduire ou d'un passeport israéliens pour ce faire. Lorsque la loi ne précise rien, d'autres moyens d'identification que cette carte peuvent être utilisés. Toutefois, en Israël, l'accès à de nombreux immeubles de bureaux ou à des zones sous surveillance nécessite de montrer sa carte d'identité.
Les cartes d'identité sont délivrées par le ministère de l'intérieur israélien à travers ses agences. Tout résident de plus de seize ans en bénéficie dès lors qu'il a légalement un droit permanent au séjour, ce qui inclut les étrangers aussi bien que les citoyens israéliens. Sans date d'expiration, ce document peut être utilisé tant qu'il est en bon état.

## Contenu
La carte, plastifiée, contient les informations suivantes :
- Numéro d'identité (Mispar Zehut)
- Nom complet (nom(s), prénom(s)
- Filiation (le ou les ascendants légaux)
- Date de naissance (selon le calendrier grégorien et — pour les juifs qui le souhaitent — selon le calendrier hébraïque[5]
- Lieu de naissance[6]
- Sexe
- Lieu et date de délivrance (calendriers grégorien et hébraïque)
- Photographie en couleur du visage

Il y a en outre un document annexe en papier, qui contient :
- Adresse actuelle
- Adresses précédentes
- Ancien(s) nom(s) (le cas échéant)
- citoyenneté (ou pays de nationalité politique), car le détenteur peut être un résident permanent non-Israélien
- Nom, date de naissance et numéro d'identité du (de la) conjoint(e) et de(s) enfant(s) (le cas échéant)
- Pour les plus anciennes cartes, le tampon du bureau de vote : cette annexe était tamponnée à chaque vote pour aider à éviter la fraude électorale. Cette règle a été supprimée en 1992, de sorte que l'électeur n'est plus obligé de présenter cette annexe pour pouvoir voter (ni même sa carte d'identité puisque par exemple le passeport suffit).

## Religion, ethnie, nationalité et citoyenneté
De manière générale, le terme de nationalité désigne soit la qualité de ressortissant d'un État (c'est le sens de nationalité politique), soit l'appartenance à un groupe de personnes (c'est le sens de nationalité culturelle, sociologique ou ethnique). L'hébreu moderne dispose de deux mots différents pour ces deux sens (ezrahout (אזרחות) pour le premier, et le'om (לאום) pour le second) qui sont utilisés sur la carte d'identité ou son annexe, et qui sont souvent traduits par citoyenneté et ethnie.
Quant à la religion du titulaire, c'est uniquement sur la version palestinienne de la carte qu'elle apparaît en tant que telle.
En effet, les cartes délivrées avant 2002 aux résidents israéliens qui mentionnent Juif le mentionnent en tant que groupe ethnique du titulaire, qui peut donc être un juif athée. Cette mention était faite à la catégorie le'om (לאום) en hébreu, ou qawmīya (قومية) en arabe. Ces termes correspondent à nation, mais du point de vue d'une affiliation ethnique plutôt que d'une citoyenneté. L'appartenance à une le'om était décidée par le ministère de l'intérieur, sans considération des préférences du titulaire. Les principaux groupes étaient les Juifs, les Arabes, les Druzes et les Circassiens. Cette mention était soumise à un avertissemement en petits caractères (en hébreu et en arabe), stipulant que la carte constituait une preuve prima facie des informations contenues, à l'exception de la le'om, du statut conjugal et du nom de l'époux(se).
Il y eut plusieurs conflits juridiques importants au sujet de l'ethnie du titulaire de la carte d'identité. De nos jours, cette catégorie est toujours mentionnée mais l'ethnie n'est plus renseignée : une succession de huit astérisques apparaît à la place. En effet, en 2002 la cour suprême d'Israël ordonna au ministère de l'intérieur de considérer comme Juives les personnes converties au judaïsme réformé. Le ministre de l'époque, Eli Yishai, membre du Shass (un parti orthodoxe) décida alors de supprimer toute mention de l'ethnie, plutôt que d'indiquer comme Juives des personnes qu'il considérait non-Juives. Par la suite en 2004, la cour suprême rejeta la pétition de citoyens réclamant le rétablissement de cette mention, arguant que l'information n'était collectée qu'à des fins statistiques, et n'était pas une déclaration de (non-)judéïté. 
Les registres d'état civil, qui servent de fondement aux informations contenues sur la carte d'identité, continuent de mentionner l'ethnie des individus, et cette information est rendue disponible selon certaines circonstances déterminées par la loi. Le mot anglais nationality (nationalité) est d'ailleurs utilisé pour traduire le'om (לאום) sur les formulaires d'état-civil israéliens. 
Par ailleurs, ce même mot anglais nationality est utilisé dans les passeports israéliens pour traduire l'hébreu ezrahout (אזרחות), qui peut aussi être officiellement traduit par citizenship (citoyenneté) dans d'autres documents.
Quant à la religion, en hébreu dat (דת), si elle figure dans les registres d'état-civil, elle ne figure pas sur les cartes d'identité délivrées en Israël en tant que telle, même si elle peut être en partie déduite de l'ethnie ou de la date de naissance. Elle figurait en revanche sur les cartes délivrées en Palestine jusqu'au 14 février 2014. 
En effet, un amendement à la loi israélienne sur l'état-civil approuvé par la Knesset en 2007 dispose qu'un Juif peut demander à supprimer sa date de naissance hébraïque des registres et par conséquent de sa carte d'identité. Cette modification est motivée par de fréquentes erreurs dans l'enregistrement de la date hébraïque du fait que les jours commencent au coucher du soleil et non à minuit. Cet amendement donne en outre une définition claire de ce qu'est un jour selon le calendrier hébraïque.

## Variantes de la carte
Les cartes délivrés aux citoyens israéliens et aux résidents permanents (y compris ceux de Jérusalem-Est) sont bleues, avec les armoiries d'Israël qui sont embossées. 
Les cartes délivrées depuis la création de l’Autorité palestinienne à ses résidents sont soumises à l'approbation d'Israël. Elles sont identiques aux cartes délivrées auparavant par l’Administration civile militaire israélienne, sauf pour l'ordre des langues qui est inversé l'arabe venant avant l'hébreu, leur couleur qui est le vert foncé, et l'emblème palestinien qui remplace celui d'Israël. Israël contrôle les registres d'état-civil palestiniens, conformément aux accords d'Oslo, et attribue les numéros d'identité des cartes palestiniennes. 
Les cartes délivrées précédemment aux habitants arabes de Cisjordanie et de la bande de Gaza par l'unité militaire israélienne nommée Coordination des activités gouvernementales dans les territoires, soit par le biais de l’Administration civile (pour la Judée-Samarie), soit par le biais de l’Administration de coordination et de liaison (pour la bande de Gaza) – sont pratiquement identiques à la version israélienne. Les seules différences de contenu sont d'une part l'ordre des noms : le nom de famille étant placé après le prénom, le nom du père et du grand-père et non en premier ; d'autre part l’ethnie qui est remplacée par la religion.  En outre, leur couleur était orange pour la Cisjordanie ou rouge pour la bande de Gaza, avec le logo de Tsahal qui remplaçait les armoiries israéliennes.  Enfin, il existait une troisième couleur : le vert, pour identifier les Palestiniens interdits du territoire israélien.
Israël délivre (ou contrôle les délivrances par l'Autorité palestinienne) les cartes d'identité des résidents palestiniens de Cisjordanie et de la bande de Gaza depuis l'occupation de ces territoires à la suite de la guerre de 1967.

## Divers
Le numéro d'identité est formé de neuf chiffres, le dernier d'entre eux est une clef de contrôle calculée par une formule. 
De nouvelles cartes d'identité de type biométrique ont été mises en service après le 9 mai 2011.